# San Marino CEPU Open 2001
Il San Marino CEPU Open 2001 è stato un torneo di tennis facente parte della categoria ATP Challenger Series nell'ambito dell'ATP Challenger Series 2001. Il torneo si è giocato a San Marino nella Repubblica di San Marino dal 30 luglio al 5 agosto 2001 su campi in terra rossa.

## Vincitori

### Singolare
Juan Antonio Marín ha battuto in finale  Markus Hipfl con il punteggio di 6–2, 2–6, 7–6(3).

### Doppio
František Čermák /  David Škoch hanno battuto in finale  Devin Bowen /  Aleksandar Kitinov con il punteggio di 7–5, 6–4.